# Śniegi (Litwa)
Śniegi (lit. Sniegiai) – wieś na Litwie, w okręgu wileńskim, w rejonie wileńskim, w gminie Sużany, pomiędzy jeziorami Limonek i Wirungla, częściowo na terenie Oświeskiego Parku Regionalnego.
Współcześnie miejscowość obejmuje także dawny zaścianek Aleksandrowo.

## Historia
Pod zaborami i w II Rzeczypospolitej folwark. W XIX i w początkach XX w. położone były w Rosji, w guberni wileńskiej, w powiecie wileńskim, w gminie Giedrojcie. Po I wojnie światowej pod administracją polską, w Zarządzie Cywilnym Ziem Wschodnich. W latach 1920–1922 w składzie Litwy Środkowej.
Od 11 kwietnia 1922 leżały w Polsce, w województwie wileńskim, w powiecie wileńsko-trockim, w gminie Niemenczyn, w pobliżu granicy z Litwą. W 1931 miejscowość liczyła 21 mieszkańców, zamieszkałych w 3 budynkach.
Po II wojnie światowej w granicach Związku Sowieckiego. Od 1991 na niepodległej Litwie.